# Baltimore Sports Car Challenge 2012
Navigation
Édition précédente Édition suivante
Le Baltimore Sports Car Challenge 2012 (officiellement appelé 2012 Baltimore Sports Car Challenge presented by SRT ) a été une course de voitures de sport organisée sur le circuit urbain de Baltimore au Maryland, aux États-Unis, le 3 septembre avril 2012 dans le cadre du Grand Prix de Baltimore. Il s'agissait de la huitième manche manche du championnat American Le Mans Series 2012.

## Course
Voici le classement provisoire au terme de la course.

- Les vainqueurs de chaque catégorie sont signalés par un fond jauni.
- Pour la colonne Pneus, il faut passer le curseur au-dessus du modèle pour connaître le manufacturier de pneumatiques.

| Pos    | Classe | no  | Équipe                       | Pilotes                                 | Châssis                                 | Pneus | Tours |
| Pos    | Classe | no  | Équipe                       | Pilotes                                 | Moteur                                  | Pneus | Tours |
| ------ | ------ | --- | ---------------------------- | --------------------------------------- | --------------------------------------- | ----- | ----- |
| 1      | P2     | 055 | Level 5 Motorsports          | Scott Tucker Christophe Bouchut         | HPD ARX-03b                             | D     | 67    |
| 1      | P2     | 055 | Level 5 Motorsports          | Scott Tucker Christophe Bouchut         | Honda HR28TT 2.8 L V6 Turbo             | D     | 67    |
| 2      | P2     | 95  | Level 5 Motorsports          | Scott Tucker Luis Díaz Ricardo González | HPD ARX-03b                             | D     | 67    |
| 2      | P2     | 95  | Level 5 Motorsports          | Scott Tucker Luis Díaz Ricardo González | Honda HR28TT 2.8 L V6 Turbo             | D     | 67    |
| 3      | PC     | 06  | CORE Autosport               | Alex Popow Ryan Dalziel                 | Oreca FLM09                             | M     | 67    |
| 3      | PC     | 06  | CORE Autosport               | Alex Popow Ryan Dalziel                 | Chevrolet LS3 6.2 L V8                  | M     | 67    |
| 4      | GT     | 17  | Team Falken Tire (en)        | Wolf Henzler Bryan Sellers              | Porsche 911 GT3 RSR                     | F     | 67    |
| 4      | GT     | 17  | Team Falken Tire (en)        | Wolf Henzler Bryan Sellers              | Porsche 4.0 L Flat-6                    | F     | 67    |
| 5      | GT     | 4   | Corvette Racing              | Oliver Gavin Tommy Milner               | Chevrolet Corvette C6.R                 | M     | 67    |
| 5      | GT     | 4   | Corvette Racing              | Oliver Gavin Tommy Milner               | Chevrolet 5.5 L V8                      | M     | 67    |
| 6      | GT     | 01  | Extreme Speed Motorsports    | Scott Sharp Johannes van Overbeek       | Ferrari 458 Italia GT2                  | M     | 67    |
| 6      | GT     | 01  | Extreme Speed Motorsports    | Scott Sharp Johannes van Overbeek       | Ferrari 4.5 L V8                        | M     | 67    |
| 7      | GT     | 56  | BMW Team RLL                 | Joey Hand Dirk Müller                   | BMW M3 GT2                              | D     | 67    |
| 7      | GT     | 56  | BMW Team RLL                 | Joey Hand Dirk Müller                   | BMW 4.0 L V8                            | D     | 67    |
| 8      | GT     | 45  | Flying Lizard Motorsports    | Jörg Bergmeister Patrick Long           | Porsche 911 GT3 RSR                     | M     | 67    |
| 8      | GT     | 45  | Flying Lizard Motorsports    | Jörg Bergmeister Patrick Long           | Porsche 4.0 L Flat-6                    | M     | 67    |
| 9      | GT     | 3   | Corvette Racing              | Jan Magnussen Antonio García            | Chevrolet Corvette C6.R                 | M     | 67    |
| 9      | GT     | 3   | Corvette Racing              | Jan Magnussen Antonio García            | Chevrolet 5.5 L V8                      | M     | 67    |
| 10     | PC     | 9   | RSR Racing                   | Bruno Junqueira Tomy Drissi             | Oreca FLM09                             | M     | 67    |
| 10     | PC     | 9   | RSR Racing                   | Bruno Junqueira Tomy Drissi             | Chevrolet LS3 6.2 L V8                  | M     | 67    |
| 11     | GT     | 44  | Flying Lizard Motorsports    | Seth Neiman Marco Holzer Patrick Long   | Porsche 911 GT3 RSR                     | M     | 67    |
| 11     | GT     | 44  | Flying Lizard Motorsports    | Seth Neiman Marco Holzer Patrick Long   | Porsche 4.0 L Flat-6                    | M     | 67    |
| 12     | GT     | 55  | BMW Team RLL                 | Jörg Müller Bill Auberlen               | BMW M3 GT2                              | D     | 67    |
| 12     | GT     | 55  | BMW Team RLL                 | Jörg Müller Bill Auberlen               | BMW 4.0 L V8                            | D     | 67    |
| 13     | P1     | 20  | Dyson Racing Team            | Michael Marsal Eric Lux                 | Lola B11/66                             | D     | 67    |
| 13     | P1     | 20  | Dyson Racing Team            | Michael Marsal Eric Lux                 | Mazda MZR-R 2.0 L I4 Turbo (Isobutanol) | D     | 67    |
| 14     | GT     | 48  | Paul Miller Racing           | Bryce Miller Sascha Maassen             | Porsche 911 GT3 RSR                     | D     | 66    |
| 14     | GT     | 48  | Paul Miller Racing           | Bryce Miller Sascha Maassen             | Porsche 4.0 L Flat-6                    | D     | 66    |
| 15     | GT     | 23  | Lotus / Alex Job Racing      | Bill Sweedler Townsend Bell             | Lotus Evora GTE                         | Y     | 66    |
| 15     | GT     | 23  | Lotus / Alex Job Racing      | Bill Sweedler Townsend Bell             | Toyota-Cosworth 3.5 L V6                | Y     | 66    |
| 16     | PC     | 25  | Dempsey Racing (en)          | Henri Richard Duncan Ende (en)          | Oreca FLM09                             | M     | 66    |
| 16     | PC     | 25  | Dempsey Racing (en)          | Henri Richard Duncan Ende (en)          | Chevrolet LS3 6.2 L V8                  | M     | 66    |
| 17     | GT     | 02  | Extreme Speed Motorsports    | Ed Brown Guy Cosmo                      | Ferrari 458 Italia GT2                  | M     | 66    |
| 17     | GT     | 02  | Extreme Speed Motorsports    | Ed Brown Guy Cosmo                      | Ferrari 4.5 L V8                        | M     | 66    |
| 18 DNF | GT     | 93  | SRT Motorsports              | Marc Goossens Tommy Kendall             | SRT Viper GTS-R                         | M     | 65    |
| 18 DNF | GT     | 93  | SRT Motorsports              | Marc Goossens Tommy Kendall             | Dodge 8.0 L V10                         | M     | 65    |
| 19     | GTC    | 68  | TRG                          | Al Carter Patrick Pilet                 | Porsche 911 GT3 Cup                     | Y     | 65    |
| 19     | GTC    | 68  | TRG                          | Al Carter Patrick Pilet                 | Porsche 4.0 L Flat-6                    | Y     | 65    |
| 20     | GTC    | 22  | Alex Job Racing              | Cooper MacNeil Leh Keen                 | Porsche 911 GT3 Cup                     | Y     | 65    |
| 20     | GTC    | 22  | Alex Job Racing              | Cooper MacNeil Leh Keen                 | Porsche 4.0 L Flat-6                    | Y     | 65    |
| 21     | GTC    | 34  | Green Hornet Racing          | Peter LeSaffre Damien Faulkner          | Porsche 911 GT3 Cup                     | Y     | 65    |
| 21     | GTC    | 34  | Green Hornet Racing          | Peter LeSaffre Damien Faulkner          | Porsche 4.0 L Flat-6                    | Y     | 65    |
| 22     | GTC    | 66  | TRG                          | Marc Bunting Spencer Pumpelly           | Porsche 911 GT3 Cup                     | Y     | 65    |
| 22     | GTC    | 66  | TRG                          | Marc Bunting Spencer Pumpelly           | Porsche 4.0 L Flat-6                    | Y     | 65    |
| 23     | P1     | 16  | Dyson Racing Team            | Chris Dyson Guy Smith                   | Lola B12/60                             | D     | 65    |
| 23     | P1     | 16  | Dyson Racing Team            | Chris Dyson Guy Smith                   | Mazda MZR-R 2.0 L I4 Turbo (Isobutanol) | D     | 65    |
| 24 DNF | P1     | 6   | Muscle Milk Pickett Racing   | Lucas Luhr Klaus Graf                   | HPD ARX-03a                             | M     | 62    |
| 24 DNF | P1     | 6   | Muscle Milk Pickett Racing   | Lucas Luhr Klaus Graf                   | Honda 3.4 L V8                          | M     | 62    |
| 25     | PC     | 7   | Merchant Services Racing     | Lucas Downs Matt Downs                  | Oreca FLM09                             | M     | 58    |
| 25     | PC     | 7   | Merchant Services Racing     | Lucas Downs Matt Downs                  | Chevrolet LS3 6.2 L V8                  | M     | 58    |
| 26 DNF | P2     | 37  | Conquest Endurance           | Martin Plowman David Heinemeier Hansson | Morgan LMP2                             | D     | 56    |
| 26 DNF | P2     | 37  | Conquest Endurance           | Martin Plowman David Heinemeier Hansson | Nissan VK45DE 4.5 L V8                  | D     | 56    |
| 27     | GTC    | 11  | JDX Racing                   | Chris Cumming Michael Valiante          | Porsche 911 GT3 Cup                     | Y     | 49    |
| 27     | GTC    | 11  | JDX Racing                   | Chris Cumming Michael Valiante          | Porsche 4.0 L Flat-6                    | Y     | 49    |
| 28 DNF | PC     | 8   | Merchant Services Racing     | Kyle Marcelli Tony Burgess              | Oreca FLM09                             | M     | 43    |
| 28 DNF | PC     | 8   | Merchant Services Racing     | Kyle Marcelli Tony Burgess              | Chevrolet LS3 6.2 L V8                  | M     | 43    |
| 29 DNF | PC     | 05  | CORE Autosport               | Jon Bennett Colin Braun                 | Oreca FLM09                             | M     | 31    |
| 29 DNF | PC     | 05  | CORE Autosport               | Jon Bennett Colin Braun                 | Chevrolet LS3 6.2 L V8                  | M     | 31    |
| 30 DNF | PC     | 18  | Performance Tech Motorsports | Raphael Matos Rodin Younessi (en)       | Oreca FLM09                             | M     | 0     |
| 30 DNF | PC     | 18  | Performance Tech Motorsports | Raphael Matos Rodin Younessi (en)       | Chevrolet LS3 6.2 L V8                  | M     | 0     |